# Julius Schieder
Julius Schieder (* 17. Juli 1888 in Weißenburg in Bayern; † 29. Juli 1964 in Nürnberg) war ein deutscher evangelisch-lutherischer Oberkirchenrat und Kreisdekan von Nürnberg.

## Leben
Julius Schieder wurde am 17. Juli 1888 im Blauen Haus in Weißenburg als dritter von vier Söhnen von Julius Schieder sen. und Henriette Schieder, geb. Rössel geboren. Seine Geschwister starben jung oder fielen im Ersten bzw. Zweiten Weltkrieg. Von 1906 bis 1910 studierte Schieder an der Friedrich-Alexander-Universität in Erlangen sowie an der Eberhard Karls Universität in Tübingen Theologie. Während seines Studiums in Erlangen wurde er im Winter-Semester 1906/07 Mitglied der Burschenschaft der Bubenreuther. Er schloss sein Studium als zweitbester seines Jahrgangs in Bayern ab. Am 11. Juli 1918 heiratete er in Augsburg Wiltrud Clauß, mit ihr hatte er sechs Kinder. Ab 1915 war Schieder bei St. Jakob in Augsburg Pfarrer und ab dem 1. Mai 1928 Direktor des Predigerseminars in Nürnberg.
Der wegen seiner kritischen Haltung dem nationalsozialistischen Regime gegenüberstehende Seminardirektor hielt zum Lutherjubiläum 1933 in der Festhalle von Neustadt an der Aisch den Festvortrag, wonach eine Luther-Hymne von Felix Mendelssohn Bartholdy aufgeführt wurde. Ende Mai 1934 nahm er an der Barmer Bekenntnissynode teil, auf der die Barmer Theologische Erklärung abgefasst wurde.
Von 1935 bis 1958 übte er das Amt des Kreisdekans von Nürnberg mit dem Titel Oberkirchenrat aus. Von 1951 bis 1958 war er Hauptprediger der Lorenzkirche in Nürnberg. 1958 ging er in den Ruhestand. Julius Schieder verstarb am 29. Juli 1964 an einem Herzinfarkt. Er wurde auf dem Johannisfriedhof (Nürnberg) beerdigt, die Grabrede hielt Oberkirchenrat Eugen Giegler.

## Auszeichnungen
- 1947: Ehrendoktor der Friedrich-Alexander-Universität Erlangen-Nürnberg[1]
- 1953: Verdienstkreuz (Steckkreuz) der Bundesrepublik Deutschland
- 1959: Bayerischer Verdienstorden

## Schriften (Auswahl)
- Warum evangelisch?, München: Evangelische Vereinsbuchhandlung, 1926.
- Das Bekenntnis von Augsburg, München: Kaiser Verlag, 1930.
- Für Glauben und Freiheit. Bilder aus der Augsburger Reformationsgeschichte, Berlin: Evangelischer Preßverband, 1930.
- Gustav II. Adolf. Ein Spiel von der Kirche Not und Rettung, München, 1931.
- Katechismus-Unterricht, München: Albert Lempp, 1934.
- Gott und die Geschichte. Ausführungen über die Offenbarung des Johannes, Bielefeld: Bechauf, 1948.
- Die Bergpredigt, Nürnberg: Lätare-Verlag, 1948.
- Luthers Ehe, Hamburg: Reich & Heidrich, 1948.
- mit Kurt Frör, Gerhard Schmidt, Ethelbert Stauffer und Erich Vogt: Neue Wege im kirchlichen Unterricht, München: Kaiser Verlag, 1949.
- Revolte gegen Gott. Eine Hiob-Deutung, Gütersloh: Verlag Kirche und Mann, 1950.
- Wider die Verzweiflung, Gütersloh: Rufer-Verlag, 1953.
- D. Hans Meiser. Wächter und Haushalter Gottes, München: Claudius-Verlag, 1956.
- Unsere Predigt. Grundsätzliches, Kritisches, Praktisches, München: Kaiser, 1957.
- Hermann Bezzel. Christuszeuge im Dienst der Kirche, Stuttgart: Calwer Verlag, 1962.
- Zwischen Fundamentalismus und Existentialismus, Berlin: Lutherisches Verlagshaus, ²1964.
- Aber die Botschaft bleibt. Vorträge und Predigten, München: Claudius-Verlag 1966.